# هلموت وی چارلز
 هلموت وی چارلز (انگلیسی: Helmut W. Schulz؛ زاده ۳ آوریل ۱۹۱۲ درگذشته ۲۸ ژانویه ۲۰۰۶) یک فیزیک‌دان و مهندس شیمی اهل ایالات متحده آمریکا بود.